# Hypolimnas ftoobi
Hypolimnas ftoobi är en fjärilsart som beskrevs av Ushioda 1938. Hypolimnas ftoobi ingår i släktet Hypolimnas och familjen praktfjärilar. Inga underarter finns listade i Catalogue of Life.